# Piper aristolochiifolium
Piper aristolochiifolium är en pepparväxtart som först beskrevs av William Trelease, och fick sitt nu gällande namn av Truman George Yuncker. Piper aristolochiifolium ingår i släktet Piper och familjen pepparväxter. Inga underarter finns listade i Catalogue of Life.